# Cai Schaffalitzky de Muckadell

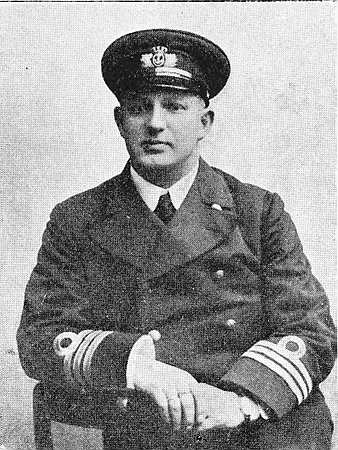
Porträt des Seeoffiziers und Autors Cai Baron Schaffalitzky de Muckadell

Cai Baron Schaffalitzky de Muckadell (* 23. Oktober 1877 in Viborg; † 24. Januar 1972 in Kopenhagen, beerdigt auf den Garnisonsfriedhof) war ein dänischer Adeliger, Seeoffizier, Journalist und Autor.

## Familie
Er entstammte dem ursprünglich mährischen Adelsgeschlecht Schaffalitzky von Muckadell, von dem ein Zweig zu Beginn des 18. Jahrhunderts aus Württemberg nach Dänemark übergesiedelt war.
Cai Schaffalitzky de Muckadell wurde im dänischen Viborg (Region Midtjylland) geboren. Seine Eltern waren Oberleutnant und später Oberstleutnant Baron Ludvig Bernhard Maximilian Schaffalitzky de Muckadell (1843–1922) und Fanny Kirstine Laurine Nielsen, adoptierte Holm (1859–1944), verheiratet zum zweiten Mal 1891 mit dem schwedischen Hofratsnotar Ernst Fredrik Björkman (1861–1925).
Er heiratete am 15. Dezember 1900 in Kopenhagen (Stadtteil Holmen) seine Frau Ellen Ingeborg Seiersen (* 14. Februar 1879 in Malmö, † 6. Oktober 1968 in Kopenhagen – Holmen). Ihre Eltern waren der Fabrikant Anthon Seiersen (1833–1896) und Vilhelmine Fritsche (1836–1919).

## Werdegang
Cai Schaffalitzky de Muckadell wurde an der Seeoffizierschule (dän. Søværnets Officersskole) in Kopenhagen (Stadtteil Holmen) ausgebildet und wirkte nach seiner Ernennung zum Leutnant zur See jahrelang auch als Lehrer für Seekriegsgeschichte und Taktik an der Kadettenschule.
Als Seeoffizier segelte er auf der Kreuzerfregatte Fyen 1898 ins Mittelmeer und 1905–1906 mit dem Schoner Ingolf nach Westindien. Danach diente er beim Seeminenwesen bis 1909. Von 1909 bis 1912 war er Schuloffizier an der Kadettenschule. In Verbindung mit dem Unterricht erschien im Jahr 1911 sein Handbuch über die Nordische Seekriegsgeschichte (dän. Haandbog i Nordens Søkrigshistorie), das zu einem Standardlehrbuch der Seefahrt avancierte.
1913 wurde er zum Ersten Offizier auf dem Raddampfer Königsyacht Dannebrog  (dän. Kongeskibet Dannebrog), (Baujahr 1879). 
Von 1913 bis 1919 war er Oberkommandierender der U-Boote. In den Jahren 1918 – 1923 redigierte er die Zeitschrift für Seewesen (dän. Tidsskrift for Søvæsen).
Im Jahr 1920 beendete Cai Schaffalitzky de Muckadell den Militärdienst und wurde ziviler Angestellter, zuerst als Leiter der Rechnungswesenabteilung in der Orlogsværftet in Kopenhagen, ab 1922 mit dem Titel Direktor. Danach ging er im Jahr 1926 in das Marineministerium als Abteilungsleiter, musste aber 1931 seinen Abschied nehmen, wegen eines überflüssigen Einkaufs von Bauholz.
Danach begann Cai Schaffalitzky de Muckadell mit dem Schreiben von Büchern für Jungen. In dem Zeitraum von 1931 bis 1960 gab er mehr als 31 maritime Jungen-Bücher heraus, die eine große Popularität erzielten. Die Bücher erschienen alle bei dem Kopenhagener Verlag Jespersen & Pio, die meisten davon in zwei Auflagen.
Das Dansk biografisk leksikon schreibt über Cai Schaffalitzky de Muckadells Seeromane, dass sie nicht nur von der Natur handeln, sondern auch das gesellschaftsbewahrende und nationalistische Gefühl der Menschen bedienen, verbunden mit einem großen Anteil an dänischer Seekriegsgeschichte. Seine Romane bis 1939 haben nicht ihren Ausgangspunkt in der dänischen Seekriegsgeschichte oder bei dänischen Seehelden. Die Bücher der 1930er Jahre handeln als zeitgeschichtliche Romane von Jungen und jungen Männern, die auf diversen Schiffen anheuerten und Abenteuer der verschiedensten Art auf Segelschiffen und auf Handelsflößen erlebten. Die Romane aus den Kriegsjahren 1940 – 1945 haben ausschließlich historische Themen zum Gegenstand. Dies wird gesehen als ein Teil der nationalen, geistigen Mobilisierung unter der deutschen Besatzung. Die Nachkriegsbücher waren eine Mischung von historischen und zeitgeschichtlichen Romanen.
Man kann Cai Schaffalitzky de Muckadells Jungenromane als gesellschaftsbewahrende und nationalistisch eingestellte Märchen lesen, in denen die alten und echten Tugenden hoch gehalten werden, aber man kann sie auch lesen als ein Ausdruck pädagogischer Rechtfertigung der Vermittlung von Seekriegsgeschichte im besonderen dänischer Seekriegsgeschichte, die der Erzähler verständlich machen will für Kinder und junge Menschen. Charakteristisch für den Autor ist es, dass viele Romane Kindern seiner eigenen Familie gewidmet sind.
Später wurde er von 1932 bis 1938 Leiter der Berliner Redaktion der Zeitung Berlingske Tidende, danach von 1938 bis 1940 nordischer Redakteur und später von 1940 bis 1941 ihr Auslands- und Militärpolitischer Redakteur. 
Cai Schaffalitzky de Muckadell war weiterhin Vorsitzender der See-Leutnant-Gesellschaft (dän. Søe-Lieutenant-Selskabet) von 1912 bis 1914, Verwalter für Holmens Kirke von 1926 bis 1932 und Attaché der dänischen Olympiamannschaft bei der Sommerolympiade in Berlin 1936.

## Ehrungen
Cai Schaffalitzky de Muckadell war Ritter des Dannebrogordens und Dannebrogmann (dän. Dannebrogsmand), außerdem erhielt er etliche ausländische Orden.

## Karriere (tabellarisch)
- 1894 Seekadett (dän. Søkadet)
- 1898 Leutnant zur See (dän. Sekondløjtnant)
- 1902 Oberleutnant zur See (dän. Premierløjtnant)
- 1914 Kapitän zur See (dän. Kaptajn)
- 1920 Ausscheiden aus der Marine (dän. Søværnet)
- 1922 Direktor auf der Orlogswerft in Kopenhagen, Abteilung Rechnungswesen
- 1926 Abteilungsleiter im dänischen Marineministerium
- 1931 Abschied aus dem  Marineministerium
- 1932–1938 Leiter der Berlin-Redaktion der Zeitung Berlingske Tidende
- 1938–1940 Redakteur für den Nordbereich bei der Berlingske Tidende
- 1940–1941 Auslands und Militärpolitischer Redakteur bei der Berlingske Tidende
- 1941–1945 Redakteur bei der Zeitung Berlingske Aftenavis (Abendausgabe der Berlingske Tidende)

## Autorenschaft
- Haandbog i Nordens Søkrigshistorie, Kopenhagen 1911 (alle Bücher erschienen in Kopenhagen)
- Stillehavsproblemet. In: Geografisk Tidsskrift. Band 27, 1924, S. 149–157 (dänisch).
- Grønland i Forvandlingens Tegn, 1929
- Nyboderdrengen, 1931
- Et glemt dansk Koloniforsøg. In: Geografisk Tidsskrift. Band 34, Nr. 2, 1931, S. 95–103 (dänisch).
- Chresten Jungmand, 1932
- Chresten Kok, 1933
- Søkadet Flink, 1934
- Søløjtnant Erik Viking, 1935
- Radiotelegrafist Prik, 1936
- Pehr Septimus, 1937
- Frisk og Laber, 1938
- Den sidste Graaspurv, 1939
- Hurra for Willemoes, 1940
- Kanonbaad Ohøj, 1941
- Lærling Klar, 1942
- Skarpe Skud, 1943
- Under Lilliebanneret, 1944.
- Hekla Letter, 1945.
- Torden over Nordsøen, 1946.
- Sorte Pim, 1948.
- M/S "Familien Jensen", 1948.
- Det stjålne Kloster, 1949.
- Lord Søren, 1950.
- Stormen på Anholt, 1951.
- Den kidnappede admiral, 1952.
- Peter Bolettes Fyrtårn, 1953.
- Kaptajn Jansen tager Tjansen, 1954.
- Generalens Testamente, 1954.
- Dronningens Marmorhånd, 1955.
- Vicekaptajn Aquarius, 1956.
- Letmatros Carlo, 1957.
- Højt Spil, 1958.
- Tot Sømand, 1959.
- Kapergasternes Prins, 1960.